# Valentina Bergamaschi
Valentina Bergamaschi (Varese; 22 de enero de 1997) es una futbolista italiana. Juega como centrocampista en la Juventus de la Serie A de Italia. Es internacional con la selección de Italia.

## Trayectoria
Bergamaschi se desarrolló en la cantera del FC Caravate, organización que promueve el fútbol en la localidad lombarda del mismo nombre, jugando con chicos desde los 9 años.
En mayo de 2011, fue convocada a la Representante Lombarda sub-15 para participar en el Torneo de las Regiones que se celebró en Chianciano Terme del 26 de junio al 3 de julio de 2011. Durante el torneo, que la Representante Lombarda ganará al vencer en la final a la Representante Veneto gracias a uno de sus goles, Bergamaschi es advertida por los reclutadores de la selección sub-17 de Italia y es convocada para una pasantía.
Como joven promesa del fútbol lombardo, a pesar de ser contactada por numerosos clubes de categoría superior, Valentina decide firmar con el Alto Verbano, club que se preparaba para disputar el Campeonato Lombardo Serie D 2011-2012. Gracias a sus cualidades, contribuye desde la primera vuelta a conquistar el primer puesto de la clasificación, posición que mantendrá hasta el final del campeonato, ganándose así el derecho a disputar la Serie C 2012-2013.
En 2014 aterriza en el Rapid Lugano para jugar en la segunda división suiza. En su primer año contribuye al ascenso del equipo a la Superliga Femenina al finalizar la temporada 2014-2015. Antes del inicio del campeonato 2015-2016, el equipo se separa del club masculino dando lugar a Lugano 1976 y Bergamaschi decide quedarse en éste. Con las bianconeras suizas solo juega una temporada antes de unirse al Neunkirch de cara al campeonato 2016-17.
Tras ganar tanto la liga como la Copa de Suiza en la temporada 2016-2017 con el Neunkirch, resultando además máxima goleadora del campeonato con 24 tantos, en junio de 2017 fue liberada al retirarse el propio club del campeonato suizo. A principios de julio de 2017 encontró un acuerdo con el Brescia, teniendo así la oportunidad de disputar por primera vez la Serie A.
El 18 de julio de 2018 fue contratada por Milán. Durante la temporada 2021-2022 se convirtió en la capitana del equipo rossoneri. El 24 de abril de 2022 marcó su primer doblete con la camiseta del Milan, con motivo de la victoria por 6-2 ante el Pomigliano.

## Selección nacional
Bergamaschi comienza a ser convocada por la Federación Italiana de Fútbol a principios de 2012, incluida en la lista de 50 jugadoras que participan en el internado de la selección italiana sub-17 en enero de ese año. Sin embargo, para la primera convocatoria debe esperar al año siguiente.
En 2013 Sbardella la incorpora a la plantilla del equipo que afronta las eliminatorias para el Europeo Sub-17 de Inglaterra 2014. Sale a la cancha como titular el 2 de julio de 2013, durante el partido inaugural del grupo 9 venciendo junto a sus compañeras por 6 a 0 al combinado macedonio. Italia queda en el primer puesto del grupo 9 de la primera fase, donde Bergamaschi marca por primera vez con la camiseta azzurra el 4 de julio de 2013, firmando tres de los goles con los que Italia arrolla a Hungría. Se le suma, tres jornadas después, un doblete ante Suiza, en el partido que acabó 5-1 a favor de las italianas. La azurrina conquistó la primera posición también en la fase élite, a pesar de haber perdido el partido con Portugal, accediendo así a la fase final por primera vez en su historia deportiva. Bergamaschi conquista con Italia el primer puesto de la fase de grupos, derrotada únicamente por Austria, único partido en el que no es utilizada por Sbardella, para encontrar en semifinales a Alemania, que la supera por 1-0 y que luego ganará su cuarto título en la final contra España. Mientras tanto Italia logra el tercer puesto al vencer a las inglesas en la tanda de penaltis, accediendo así también al primer Mundial de la Azzurrina.
En la primavera siguiente, Bergamaschi y sus compañeras obtuvieron otro resultado histórico para la historia del fútbol femenino italiano, logrando obtener el tercer lugar en el Mundial Sub-17 de 2014 disputado en Costa Rica.
En noviembre de 2016 fue convocada por primera vez por Antonio Cabrini a la selección absoluta con motivo del "Torneo Internacional de Manaus 2016".

## Estadísticas

### Clubes
| Club           | País   | Año           |
| -------------- | ------ | ------------- |
| Alto Verbano   | Italia | 2011-2014     |
| Rapid Lugano   | Suiza  | 2014-2015     |
| FF Lugano 1976 | Suiza  | 2015-2016     |
| FC Neunkirch   | Suiza  | 2016-2017     |
| Brescia        | Italia | 2017-2018     |
| Milan          | Italia | 2018-2024     |
| Juventus       | Italia | 2024-presente |

## Palmarés

### Títulos nacionales
| Título                      | Club         | País   | Año     |
| --------------------------- | ------------ | ------ | ------- |
| Nationalliga B              | Rapid Lugano | Suiza  | 2014-15 |
| Superliga Femenina de Suiza | FC Neunkirch | Suiza  | 2016-17 |
| Copa de Suiza               | FC Neunkirch | Suiza  | 2016-17 |
| Supercopa de Italia         | Brescia      | Italia | 2017    |

### Distinciones individuales
| Distinción                                | Año     |
| ----------------------------------------- | ------- |
| Máxima Goleadora de la Superliga de Suiza | 2016-17 |